# Льюїс Штраус
Льюїс Страус (англ. Lewis Lichtenstein Strauss /ˈstrɔːz/ STRAWZ; 31 січня 1896 — 21 січня 1974) був американським бізнесменом, філантропом і морським офіцером. Брав значну участь у розвитку атомної зброї, атомної енергетики та політики щодо використання атомної енергії у США.

## Ранні роки
Народився у місті Чарлстон, Західна Вірджинія, в сім'ї німецьких єврейських іммігрантів.

## Освіта
Закінчив Коледж в місті Ричмонд в 1917 році.

## Військова служба
Під час Першої світової війни він служив в американському Військово-морському флоті.

## Кар'єра в бізнесі
Після війни Штраус працював в банківській сфері, включаючи партнерство в фірмі Kuhn, Loeb & Co.

## Атомна енергетика
У 1946 році Льюїс Штраус був призначений членом Комісії з атомної енергії США (ААЕС).
Був головою Комісії з атомної енергії США з 1953 по червень 1958 року.

## Політична кар'єра
Після звільнення виконував обов'язки міністра торгівлі. Сенат відмовився затверджувати його на посаді міністра, що й призвело до закінчення державної кар'єри Штрауса.

## В медіа
У фільмі Оппенгеймер роль Льюїса Штрауса зіграв Роберт Дауні-молодший.